# Seznam senatorjev 12. parlamenta Kraljevine Italije
Seznam senatorjev 12. parlamenta Kraljevine Italije je urejen po letu imenovanja.

## 1874
- Vito Beltrani
- Pier Luigi Bembo
- Carlo Berti Pichat
- Carlo Bon Compagni di Mombello
- Pietro Compagna
- Enrico Di Brocchetti
- Lorenzo Eula
- Antonio Fornoni
- Leopoldo Galeotti
- Faustino Malaspina
- Diomede Marvasi
- Carlo Prinetti
- Antonio Salvagnoli Marchetti
- Giuseppe Verdi

## 1875
- Carlo Barbiano di Belgioioso

## 1876[1]
- Giuseppe Airenti
- Nicola Alianelli
- Alfonso Arborio Gattinara di Breme
- Isacco Artom
- Carlo Barbaroux
- Carlo Cagnola
- Giulio Camuzzoni
- Camillo Caracciolo di Bella
- Giulio Carcano
- Francesco Carrara
- Michele Casaretto
- Francesco Ceva Grimaldi
- Luigi Corsi
- Mariano D'Ayala
- Carlo De Cesare
- Giuseppe De Notaris
- Ernesto Dentice di Frasso
- Mattia Farina
- Fedele Fedeli
- Carlo Fenzi
- Giuseppe Ferrari
- Onorato Gaetani Dell'Aquila d'Aragona
- Giovanni Garelli
- Francesco Ghiglieri
- Giacomo Filippo Lacaita
- Giacomo Longo
- Vincenzo Malenchini
- Filippo Marignoli
- Massimiliano Martinelli
- Tullo Massarani
- Giacomo Mattei
- Michele Medici
- Carlo Mezzacapo
- Giovanbattista Michelini
- Giovanni Antonio Migliorati
- Ferdinando Palasciano
- Baldassarre Paoli
- Nicola Pasella
- Paolo Paternostro
- Giuseppe Piola
- Giuseppe Polsinelli
- Giovanni Prati
- Achille Rasponi
- Luigi Ridolfi Vay da Verrazzano
- Mario Rizzari
- Gaetano Scalini
- Vincenzo Sprovieri
- Giuseppe Tirelli
- Giovanni Villa Riso